# Sân bay quốc tế Akanu Ibiam
Sân bay Akanu Ibiam (IATA: ENU, ICAO: DNEN), cũng gọi là Sân bay Enugu, là một sân bay phục vụ thành phố Enugu ở bang Enugu của Nigeria. Sân bay này được đặt tên theo Akanu Ibiam.

## Các hãng hàng không và các tuyến điểm
- Aero Contractors (Lagos)
- Arik Air (Abuja, Lagos)